# Премія НАН України імені Г. С. Писаренка
Премія НАН України імені Георгія Степановича Писаренка — премія, встановлена НАН України за видатні наукові роботи в галузі міцності матеріалів і конструкцій.
Премію засновано 2007 року та названо на честь видатного українського ученого-механіка, фундатора наукової школи з механічних коливань, міцності матеріалів та елементів конструкцій в екстремальних умовах експлуатації, академіка АН УРСР Георгія Степановича Писаренка.
Премія імені Г. С. Писаренка присуджується Відділенням механіки НАН України з циклічністю 3 роки.
Перша премія імені Г. С. Писаренка була присуджена за підсумками конкурсу 2007 р. 6 лютого 2008 року.

## Лауреати премії
| Рік  | Премійовані роботи | Лауреати                         | Коротко про лауреата |
| ---- | --- | -------------------------------- | --- |
| 2007 | цикл праць «Втома матеріалів і деякі підходи до її діагностування»                                                                                                 | Трощенко Валерій Трохимович      | академік НАН України, директор Інституту проблем міцності ім. Г. С. Писаренка НАН України                                                          |
| 2007 | цикл праць «Втома матеріалів і деякі підходи до її діагностування»                                                                                                 | Матвєєв Валентин Володимирович   | академік НАН України, головний науковий співробітник Інституту проблем міцності ім. Г. С. Писаренка НАН України                                    |
| 2010 | комплекс підручників і навчальних посібників з механіки деформівного твердого тіла та механіки матеріалів                                                          | Бабенко Андрій Єлісейович        | доктор технічних наук, професор Національного технічного університету України «Київський політехнічний інститут»                                   |
| 2010 | комплекс підручників і навчальних посібників з механіки деформівного твердого тіла та механіки матеріалів                                                          | Бобирь Микола Іванович           | доктор технічних наук, директор механікомашинобудівного інституту Національного технічного університету України «Київський політехнічний інститут» |
| 2010 | комплекс підручників і навчальних посібників з механіки деформівного твердого тіла та механіки матеріалів                                                          | Лебедєв Анатолій Олексійович     | академік НАН України, головний науковий співробітник Інституту проблем міцності ім. Г. С. Писаренка НАН України                                    |
| 2013 | монографія «Основи механіки руйнування композитів при стиску» | Гузь Олександр Миколайович       | академік НАН України, директор Інституту механіки імені С. П. Тимошенка НАН України                                                                |
| 2016 | цикл праць «Міцність матеріалів та елементів конструкцій при імпульсному навантаженні»                                                                             | Лепіхін Петро Павлович           | доктор фізико-математичних наук, завідувач відділу Інституту проблем міцності ім. Г. С. Писаренка НАН України                                      |
| 2016 | цикл праць «Міцність матеріалів та елементів конструкцій при імпульсному навантаженні»                                                                             | Новогрудський Леонід Самуїлович  | доктор технічних наук, провідний науковий співробітник Інституту проблем міцності ім. Г. С. Писаренка НАН України                                  |
| 2016 | цикл праць «Міцність матеріалів та елементів конструкцій при імпульсному навантаженні»                                                                             | Степанов Геннадій Володимирович  | доктор технічних наук, завідувач лабораторії Інституту проблем міцності ім. Г. С. Писаренка НАН України                                            |
| 2019 | серія праць «Розробка експериментальних методів дослідження особливостей деформування та руйнування конструкційних матеріалів в екстремальних умовах експлуатації» | Матохнюк Лев Євгенович           | кандидат технічних наук, старший науковий співробітник, завідувач відділу Інституту проблем міцності ім. Г. С. Писаренка НАН України               |
| 2019 | серія праць «Розробка експериментальних методів дослідження особливостей деформування та руйнування конструкційних матеріалів в екстремальних умовах експлуатації» | Писаренко Георгій Георгійович    | доктор технічних наук, професор, завідувач відділу Інституту проблем міцності ім. Г. С. Писаренка НАН України                                      |
| 2019 | серія праць «Розробка експериментальних методів дослідження особливостей деформування та руйнування конструкційних матеріалів в екстремальних умовах експлуатації» | Стрижало Володимир Олександрович | член-кореспондент НАН України, доктор технічних наук, завідувач відділу Інституту проблем міцності ім. Г. С. Писаренка НАН України                 |